# Christian Swoboda

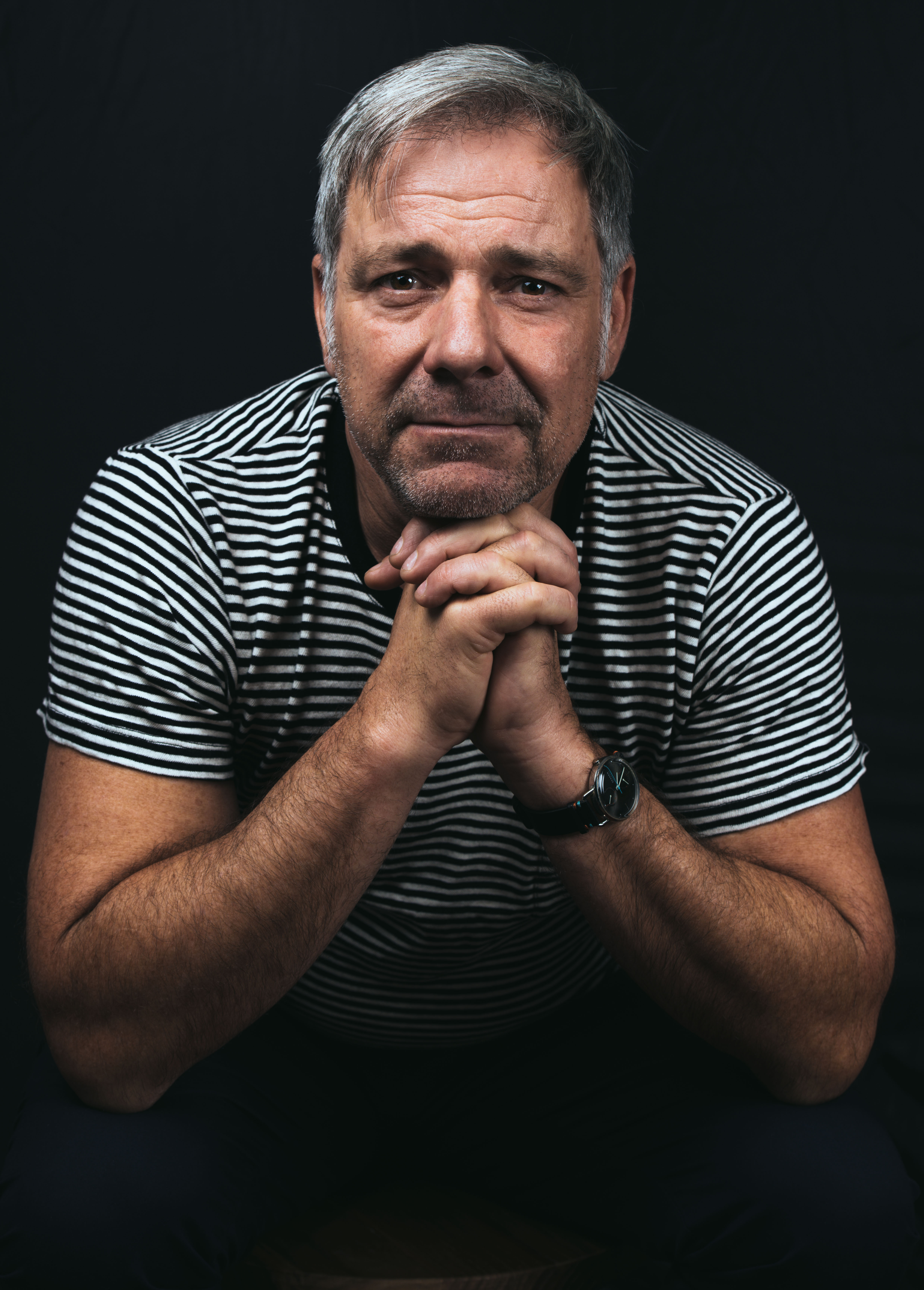
Christian Swoboda

Christian Swoboda (* 1971 in Haag i. OB) ist ein bayerischer Schauspieler und Model. Er wohnt in Kirchdorf bei Haag in Oberbayern.

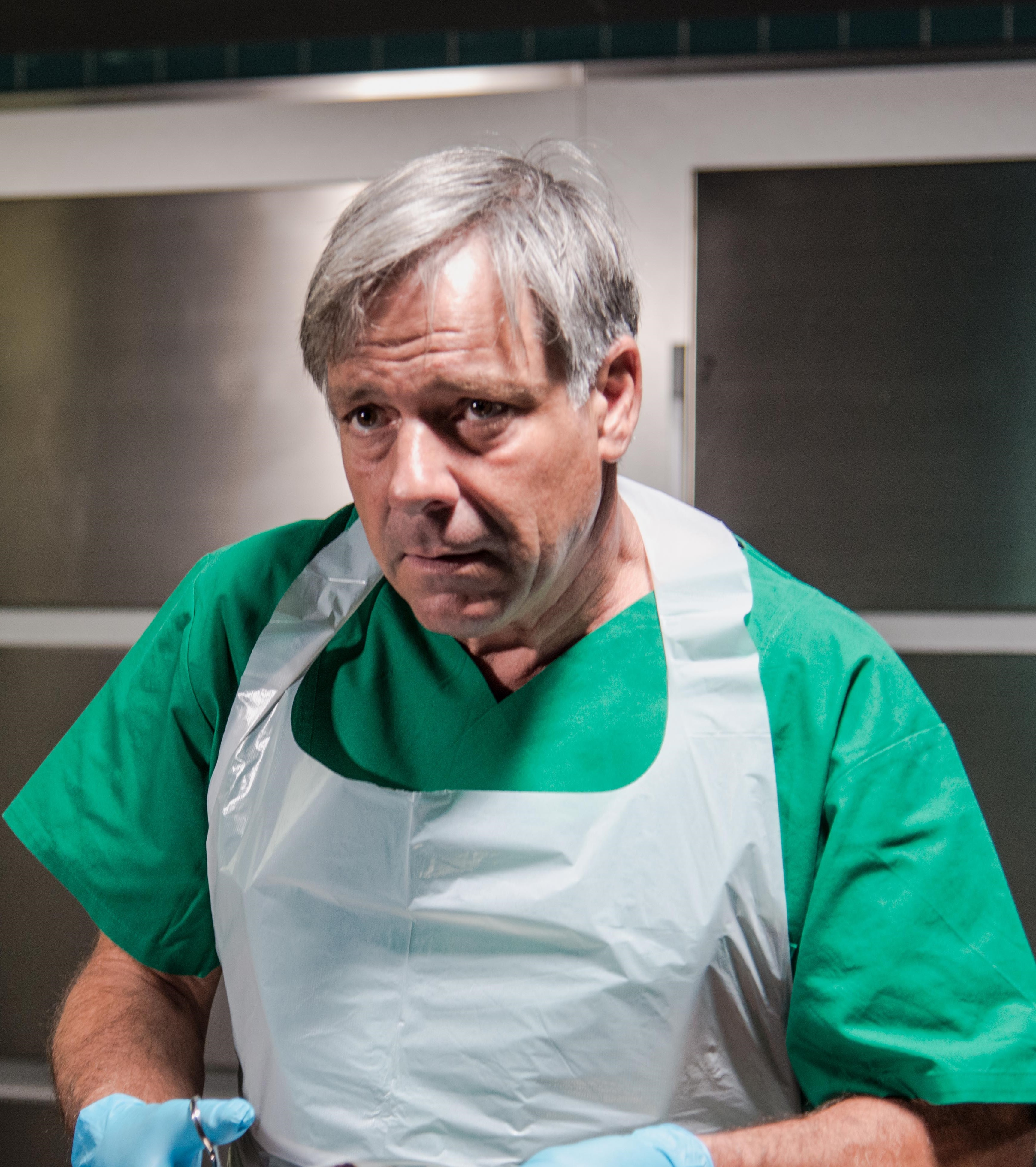
Christian Swoboda als Pathologe

## Leben
Neben regelmäßigen Theaterengagements seit 1999 ist Christian Swoboda auch in zahlreichen Rollen in Fernsehen und Kino zu sehen. Seit 2006 nahm Christian Swoboda privat Schauspielunterricht u. a. bei Dozenten der Neuen Münchner Schauspielschule im Theater- und im Filmschauspiel („Masterclass“).
2024 spielt er eine von sieben Hauptrollen im Kinofilm „Hundswut“.

## Filmografie
Fernsehen:
- 2008: Aktenzeichen XY ungelöst
- 2009: Die göttliche Sophie
- 2018: Wenn Sie diesen Tango hört
- 2021: Vorsicht Falle
- 2021: Sturm der Liebe
- 2022: Hubert ohne Staller
- 2022: Sturm der Liebe
- 2022: Damaged Goods
- 2023: Die Landarztpraxis

Kino:
- 2023: Girl You Know It’s True
- 2024: Hundswut

## Theater
- 1999: Feinde ringsum (Theater Kirchdorf)
- 2000: Bürgerspiel Wasserburg (Theater Wasserburg)
- 2003: Im Bann der Hl. Lanze (Theater Attl)
- 2006: Unter dem Milchwald (TAM OST, Rosenheim)
- 2007: Salzburger Passionssingen (Kulturtage Wasserburg)
- 2007: Die Faher (Theater Kirchdorf)
- 2007: Das Geheimnis der Hl. Lanze (Theater Attl)
- 2009: Viel Lärm in Chioggia (TAM OST, Rosenheim)
- 2009: Bürgerspiel Wasserburg (Theater Wasserburg)
- 2010: Die Schule der Frauen (TAM OST, Rosenheim)
- 2011: Mathilde (TAM OST, Rosenheim)
- 2012: Der eingebildete Kranke (TAM OST, Rosenheim)
- 2013: Monsieur Chasse – oder wie man einen Hasen jagt (TAM OST, Rosenheim)
- 2014: Einer flog übers Kuckucksnest (TAM OST, Rosenheim)
- 2014: Ladies Night (Bühnenfassung Ganz oder Gar nicht) (TAM OST, Rosenheim)
- 2015: Hotel Zeitsprung (TAM OST, Rosenheim)
- 2015: Letzte Nacht (TAM OST, Rosenheim)
- 2016: Die Perle Anna (TAM OST, Rosenheim)
- 2017: Heiße Nächte (TAM OST, Rosenheim)
- 2018: Medusas Kinder (TAM OST, Rosenheim)
- 2018: Amphitryon (TAM OST, Rosenheim)
- 2019: Ein Käfig voller Narren (TAM OST, Rosenheim)
- 2019: Der Fall Rosemarie Nitribitt (TAM OST, Rosenheim)
- 2020: Flitterwochen zu dritt (TAM OST, Rosenheim)
- 2020: Terror – Ihr Urteil (TAM OST, Rosenheim)
- 2022: The Party (TAM OST, Rosenheim)
- 2023: Die Affäre Rue de Lourcine (TAM OST, Rosenheim)